# Snickers
Snickers (stylizováno jako SNICKERS) je čokoládová tyčinka vyráběná americkou společností Mars, Incorporated, která se skládá z nugátu s karamelem s arašídy, přelitá mléčnou čokoládou. Tyčinka Snickers vznikla v roce 1930, přičemž v Spojených státech se do roku 1970 a ve Velké Británii a Irsku do roku 1990 jmenovala „Marathon“, dokud nedošlo k přejmenování na současný název. Roční celosvětový prodej tyčinek Snickers měl v roce 2012 hodnotu přes 3,4 miliardy dolarů, přičemž v roce 2019 se prodalo přes 400 miliónů kusů.

## Historie
V roce 1930 společnost Mars představila tyčinku Snickers, prodávanou za 20 centů. Pojmenovanou podle oblíbeného koně Marsovi rodiny se tyčinka původně, do roku 1935, prodávala s dvěma tyčinkami uvnitř, přičemž se jmenovala Double Snickers. Ve Spojeném království a Irsku, se však kvůli zdejšímu trhu tyčinka prodávala pod názvem „Marathon“. V roce 1990 se společnost Mars rozhodla sjednotit název globálně a začala tak prodávat i v Spojeném království a Irsku tyčinku Snickers. Limitovaná edice s názvem „Marathon“, která odkazovala na původní anglickou verzi, byla dostupná v roce 2019. V roce 2012 bylo balení tyčinky opět změněno – původní tyčinka byla nahrazena dvěma menšími, s nižší celkovou kalorickou hodnotou, kdy se společnost Mars inspirovala kampaní Let's Move! Michelle Obamové, která měla snížit počet dětí a dospívajících s obezitou.
Od začátku má tyčinka Snickers téměř stejné složení. Vyrábí se z nugátu, arašídů v karamelu a politá mléčnou čokoládou, avšak existuje také několik dalších produktů pod značkou Snickers – Snickers Salty&Sweet, Snickers s lískovými ořechy, s pekanovými ořechy, a s mandlemi, Snickers s espressem, Snickers s proteinem, Snickers zmrzlina a další.

## Složení
Původní receptura, sepsaná roku 1939, obsahuje bílý cukr, mléčnou čokoládu, kukuřičný sirup, arašídy, slazené kondenzované mléko, kokosový olej, sladové mléko, vaječné bílky a sůl. Do roku 2019 se recept průběžně měnil, ale zachoval si téměř původní recepturu. Nyní obsahuje mléčnou čokoládu, sojový lecitin, arašídy, kukuřičný sirup, cukr, palmový olej namísto kokosového, odstředěné mléko namísto sladového mléka, laktózu, sůl, vaječné bílky, vanilkový extrakt a umělá aromata.

### Hmotnost tyčinky
V průběhu let se hmotnost tyčinky měnila. V Spojeném království před rokem 2009 měla jedna tyčinka hmotnost 62,5 g, v roce 2009 ale byla snížena hmotnost na 58 g a v roce 2013 byla snížena o dalších 10 g, na 48 g. Ve Spojených státech má k roku 2018 klasická tyčinka hmotnost 52,7 g. V Austrálii, kde se Snickers původně vyráběly lokálně, ale výroba byla v roce 2010 přesunuta do Číny, mají nižší hmotnost – 50 g.

## Produkty

### Tyčinky

#### Příchutě
- Snickers Original

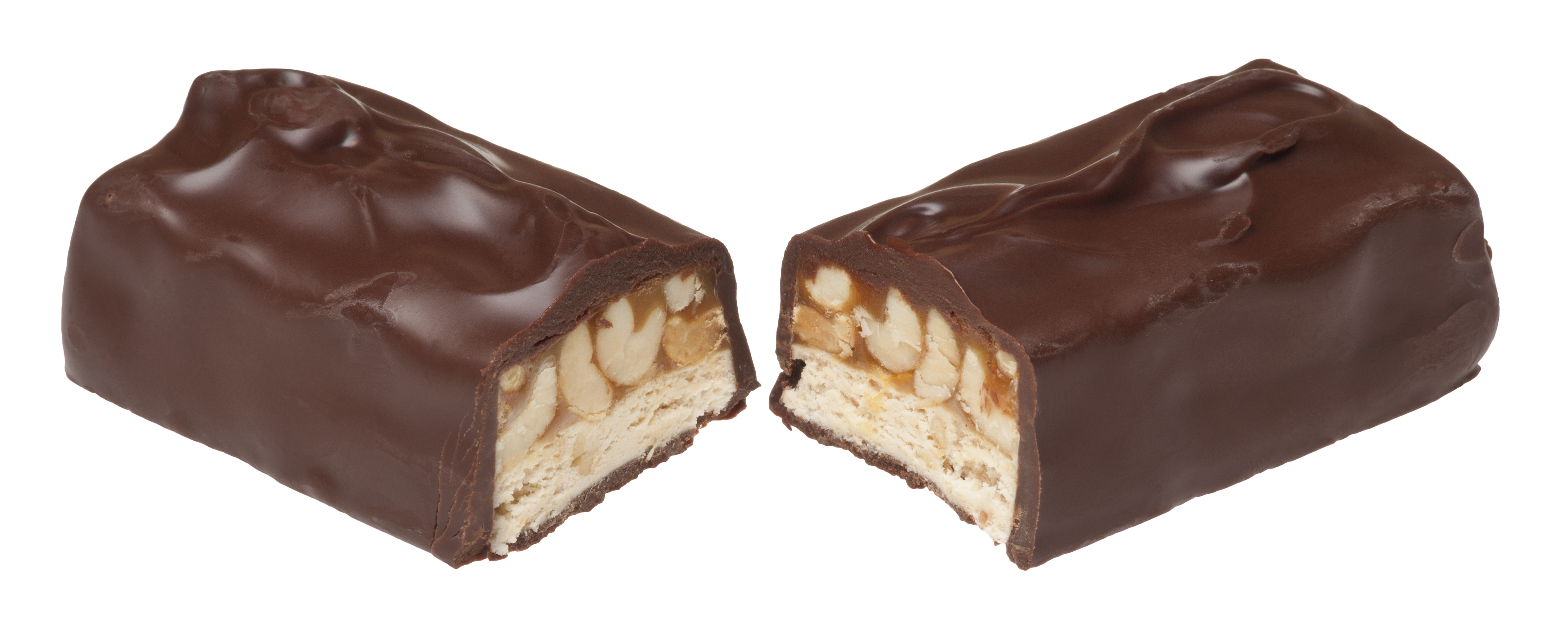
Snickers Dark Chocolate

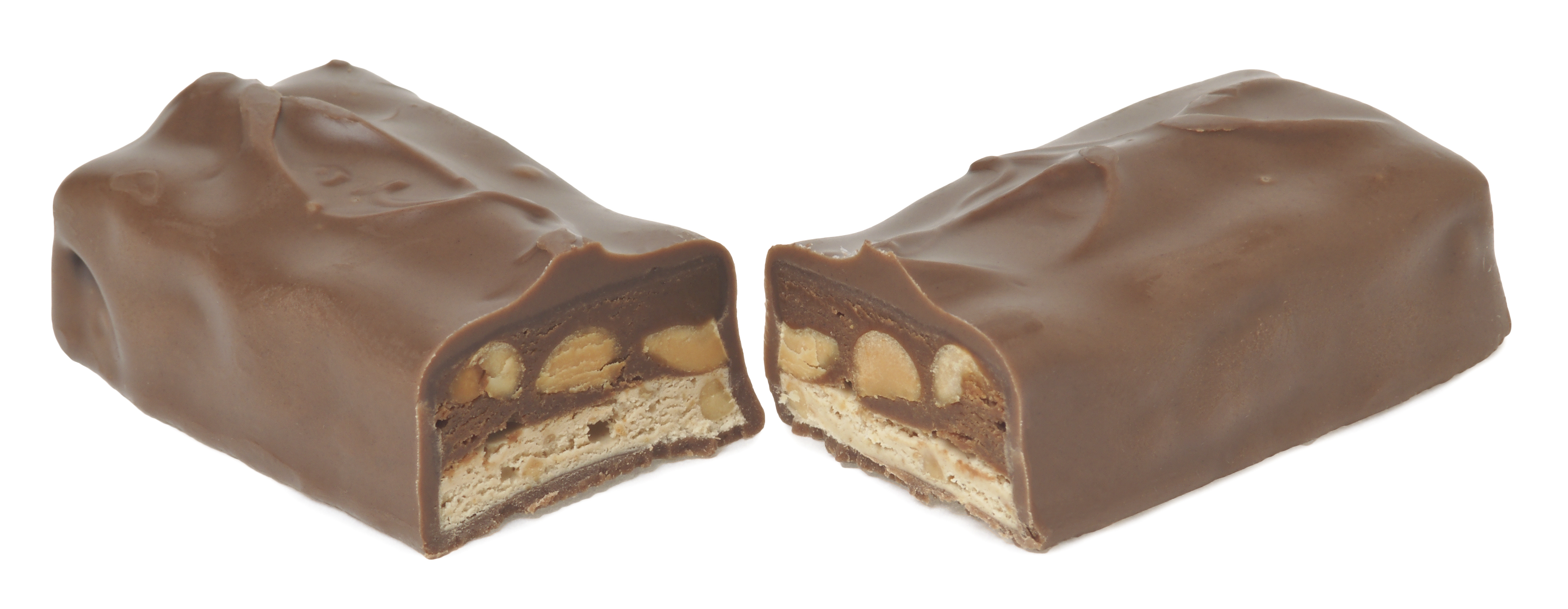
Snickers Fudge

- Snickers White Chocolate – s bílou čokoládou namísto mléčné[19]
- Snickers Dark Chocolate – s hořkou čokoládou namísto mléčné[20]
- Snickers Almond – s mandlemi namísto arašídů[21]
- Snickers Peanut Butter – s arašídovým máslem[22]
  - Snickers Creamy Peanut Butter – s příchutí krémového arašídového másla
  - Snickers Crunchy Peanut Butter – s příchutí arašídového másla s kousky arašídů
- Snickers Almond Butter – s mandlovým máslem[22]
  - Snickers Maple Almond Butter – s mandlovým máslem a s javorovým sirupem
- Snickers Peanut Brownie – s příchutí arašídových brownies[23]
- Snickers Almond Brownie Dark Chocolate – s příchutí mandlových brownies s hořkou čokoládou[24]
- Snickers Ice Cream – tyčinka s příchutí zmrzliny[25]
- Snickers 100 Calories Chocolate – klasická příchuť s méně kaloriemi[26]

#### Tvary
- Snickers Bites – Snickers s velikostí bonbonu[27]
- Snickers Mini – malé tyčinky velikosti jednohubky[28]
- Snickers King Size – větší tyčinka, obvykle 80 g[29]

### Ostatní
- Snickers Ice Cream – zmrzlina s příchutí Snickers[30]

### Limitované edice
Kromě stále dostupných tyčinek, vyrobila společnost Mars také několik limitovaných edicí tyčinek Snickers. V roce 2009 byla vydána limitovaná edice Snickers Fudge, která obsahovala namísto nugátu fondán. V červnu roku 2018 vydala limitovanou trojici tyčinek – sladko-slanou Snickers Salty & Sweet, Snickers Espresso s příchutí kávy a pikantní Snickers Fiery s chilli. V dubnu 2021 byla pro obchodní řetězec Walmart vyrobena speciálně tyčinka Snickers Cinnamon Bun s příchutí skořicových šneků.